# Maryla Wolska
Maryla Wolska, nata Młodnicki, nota anche con i nomi d'arte Iwo Płomieńczyk o Zawrat, D-mol (Leopoli, 13 marzo 1873 – Leopoli, 1930), è stata una poetessa polacca afferente al movimento della Giovane Polonia.

## Biografia
Nacque a Leopoli da Wanda Monnḫ e dal pittore Karol Młodnicki in una famiglia di tradizione artistica. Si dilettava nella musica e nella pittura e studiò quest'ultima a Monaco e Parigi, ma abbandonò quest'arte in favore della poesia a causa di problemi con la vista.

### Carriera
Fu attiva nella vita culturale della sua città ospitando in casa propria un salotto letterario. Collaborò con la rivista letteraria Lamus.
Le sue prime raccolte poetiche Symfonja jesienna ("Sinfonia autunnale", 1901) e Świæto słońca ("La sagra del sole", 1903) erano influenzate dallo stile della Giovane Polonia e si distinguevano già «per la sua cultura poetica e per l'elevatezza delle sue ispirazioni». In seguito, a partire dal 1918, si svincolò dal movimento ed ebbe un approccio più semplice e immediato nell'espressione delle proprie emozioni, forgiando uno stile più personale. La sua opera più significativa, che le ha assicurato un posto di rilievo nella letteratura nazionale, è il volume Dzbanek malin ("Vaso di lamponi", 1929), le cui liriche intrecciano da un lato le leggende locali e gli antichi fasti di Leopoli, dall'altro rimpianti e speranze dell'autrice. I temi della sua poesia attingevano inoltre a temi pessimistici da fin de siècle, compreso il timore della morte.

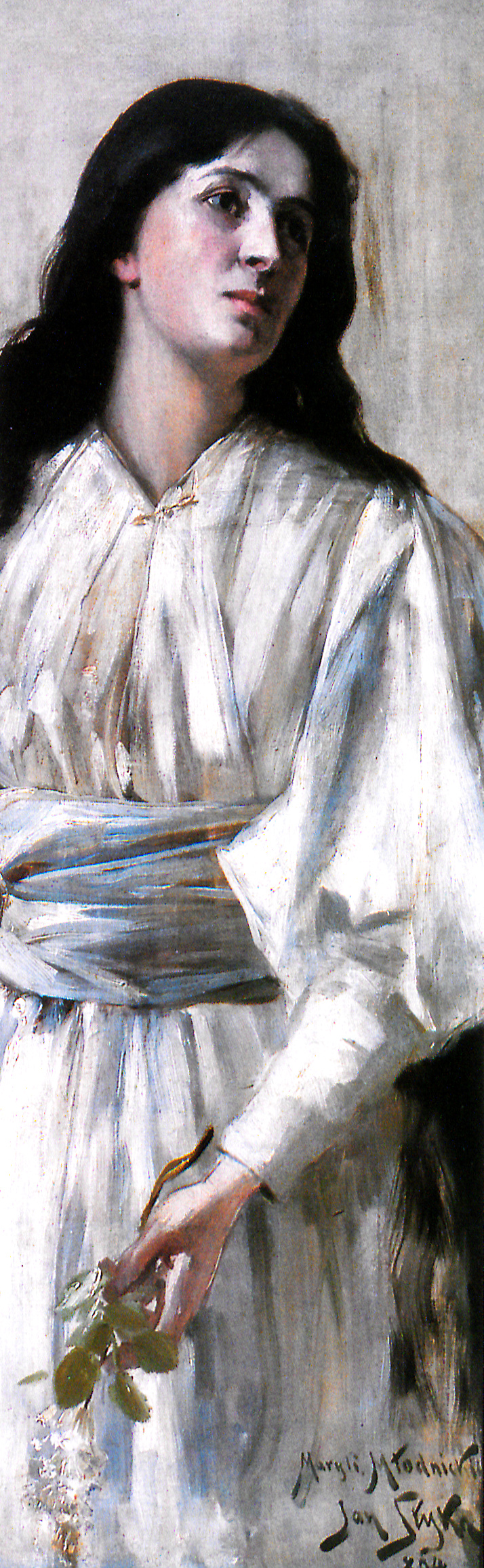
Ritratto di Maryla Wolska di Jan Styka, 1894

Morì infatti un anno dopo la pubblicazione della sua raccolta più importante, nell'estate 1930, a seconda delle fonti il 25 giugno o il 26 luglio.

### Vita privata
Fu la madre della scrittrice Beata Obertyńska e della pittrice Aniela Pawlikowska. Fu inoltre amica e musa del pittore Artur Grottger, rapporto da cui scaturì Arthur i Wanda, dzieje miłości ("Arthur e Wanda, storia di un amore"), una raccolta di lettere e memorie pubblicata nel 1928 e curata con M. Pawlikowski.

## Opere
- Symfonia Jesienna (1901)[4][1]
- Thème Varié (1902)
- Święto Słońca (1903)[4]
- Z Ogni Kupalnych (1905)[1]
- Swanta (1906)[1]
- Dziewczęta (1910)
- Arthur i Wanda (1928)[4]
- Dzbanek malin (1929)[4][1]
- Wspomnienia (1974, con B. Obertyńską)[1]
- Poezje (1971)[1]